# Valdemar-Christian de Schleswig-Holstein

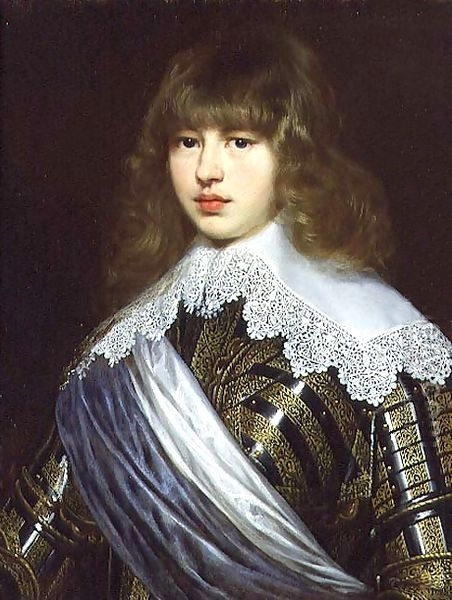
Valdemar Christian, comte de Schleswig-Holstein. Portrait par Justus Sustermans. Palais Pitti (Florence).

Valdemar Christian (Frederiksborg, 26 juin 1622 - Lublin, 29 février 1656), fils du roi Christian IV et de sa seconde épouse Christine Munk, fut nommé comte d'Empire et comte de Schleswig-Holstein en 1629. Le souverain fit construire à son intention le château de Valdemar, sur l'île de Tåsinge. Après l'échec de son projet de mariage avec la princesse Irène, fille du tsar Michel Romanov, il servit dans l'armée impériale lors des dernières années de la guerre de Trente Ans. Tombé en disgrâce lorsque son demi-frère Frédéric III monta sur le trône, il devint officier dans l'armée suédoise et fut mortellement blessé lors de la Première guerre du Nord, au cours d'un engagement près de Lublin.

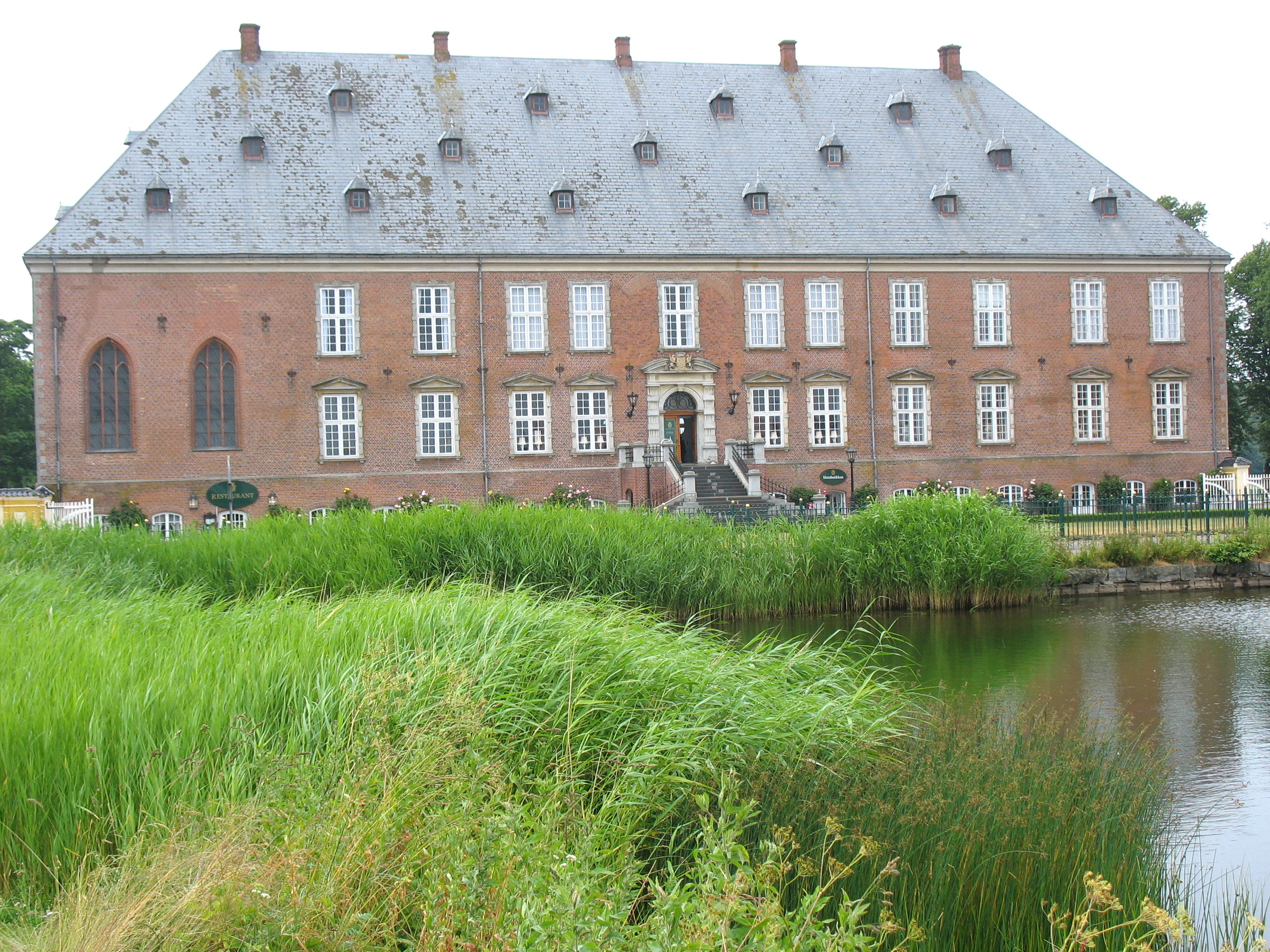
Le château de Valdemar, sur l'île de Tåsinge, construit par Christian IV pour son fils Valdemar Christian.

## Enfance et éducation
Né au château de Frederiksborg, Valdemar Christian était le quatrième des douze enfants que Christian IV eut officiellement de son épouse morganatique Christine Munk et le seul de ses garçons qui atteignit l'âge adulte. Il passa sa prime enfance auprès de sa grand-mère maternelle, Ellen Marsvin, dans son domaine de l'abbaye bénédictine (sécularisée) de Dalum (da), au centre de l'île de Fionie. En 1627, on envoya l'enfant poursuivre son éducation chez le stadhouder de Frise, le comte Ernest-Casimir de Nassau-Dietz et son épouse, la princesse Sophie-Hedwige de Brunswick-Wolfenbüttel, qui était la nièce du roi. Revenu au Danemark en 1629, il reçut de l'empereur Ferdinand II, l'année suivante, le titre de comte d'Empire, auquel il associa celui, danois, de comte de Schleswig-Holstein. En 1630 toujours, il intégra l'école de l'élite aristocratique danoise, l'académie de Sorø, non loin de Copenhague, et y resta jusqu'en 1636. L'année suivante, accompagné d'Hannibal Sehested en qualité de précepteur, il accomplit un voyage à l'étranger qui, par les Provinces-Unies et les Pays-Bas espagnols, le mena jusqu'en Italie. Au retour, il passa à nouveau par la France, ainsi que par l'Angleterre, et revint au Danemark à l'automne de l'année 1639. Alors qu'il avait déjà acquis, en 1632, les domaines de Ristrup et Lyngballegård, près d'Aarhus, dans le Jutland, et qu'en 1633, il avait été gratifié d'un canonicat à Roskilde, il reçut également en fief l'abbaye de Dalum, qu'il conserva jusqu'en 1642; dans le même temps, le roi lança à son intention le chantier du château de Valdemar, sur l'île de Tåsinge, où il avait hérité de propriétés de sa mère, qu'il accrut grâce à la Couronne; en 1641, il reçut le droit de justice sur tous ses domaines. Auparavant, au début de 1640, il avait accompli un voyage en Suède, puis, durant l'été de la même année, avait été envoyé en Allemagne, dans l'armée impériale. Il n'y resta probablement guère de temps, puisque dès janvier 1641, il était de retour dans le royaume et fut sévèrement réprimandé par le roi son père pour avoir manqué de respect à sa nouvelle épouse, Vibeke Kruse, et aux deux enfants qu'elle lui avait donnés.

## Les fiançailles avortées avec Irène Romanov
Doté d'un solide appétit de vivre mais fort désinvolte, dépensier et extrêmement vaniteux, tirant en outre, comme tous ses frères et sœurs, la plus grande fierté de ses origines royales, le jeune homme alors âgé d'une vingtaine d'années vit se dessiner des perspectives d'avenir aussi imprévues que flatteuses lorsque le tsar de Russie Michel Romanov imagina de le fiancer à sa fille Irène et entama des négociations avec Christian IV pour la conclusion de cette union. Durant l'été 1641, Valdemar Christian fut donc envoyé en Russie, accompagné de l'aristocrate Gregers Krabbe (1594-1655), qui était coutumier des missions diplomatiques délicates. mais l'ambassade resta pour l'heure sans résultats, dès lors qu'il avait été question que le prince adoptât la religion orthodoxe. Revenu au Danemark au début de l'année 1642, il ne tarda pas à repartir à l'étranger, tout d'abord aux Pays-Bas, où il dilapida de grosses sommes dans la salle de jeu de paume de La Haye, puis en 1643 à Paris. Entretemps, les négociations pour son mariage russe s'étaient néanmoins poursuivies, car Christian IV ne souhaitait pas abandonner un projet d'une grande portée politique dans la délicate partie d'échecs qu'il menait contre la Suède; peut-être espérait-il même que son fils pût un jour devenir tsar de Russie. C'est dans un équipage tout à fait somptueux, porteur de magnifiques présents pour le tsar et sa fiancée et accompagné par une suite nombreuse et une légation fournie d'officiels danois que Valdemar Christian quitta Copenhague en octobre 1643 et, via Dantzig et la Prusse, parvint en janvier 1644 à Moscou, où un accueil solennel et fastueux lui fut réservé. Le vent ne tarda cependant pas à tourner. Il n'est pas invraisemblable que ce soit en raison du contexte politique général et de la guerre dano-suédoise en particulier que le tsar était alors devenu hostile à une alliance avec le Danemark mais le problème qui fut mis en avant fut celui de la religion. Valdemar fut fermement prié de changer de confession s'il voulait conclure ce mariage. Conformément à la coutume russe, il lui fut refusé de voir sa fiancée avant les noces et, lorsqu'il demanda qu'on voulût bien le laisser rentrer au Danemark, cette autorisation lui fut refusée, si bien qu'il se retrouva prisonnier de fait en Russie. Une tentative d'évasion, en mai 1644, puis des affrontements sanglants qui l'opposèrent à des Russes, lui-même et ses suivants, ne firent que détériorer sa position. Les choses traînèrent en longueur, dans la plus grande morosité, même si le comte et ses hommes s'efforçaient de noyer leurs soucis dans les beuveries et la gaudriole. Pour sortir de cette impasse, il fallut attendre le décès du tsar Michel, en juillet 1645: son fils et successeur Alexis Ier  l'ayant autorisé à regagner son pays, Valdemar Christian quitta Moscou le 17 août.

## Le retour au Danemark et la guerre en Westphalie
Le trajet du retour fut toutefois assez long, le prince séjournant quelque temps en Pologne et en Prusse, tant et si bien qu'il n'arriva à Copenhague qu'en mai 1646. Il se retrouvait à nouveau désœuvré. Son beau-frère, le comte Corfitz Ulfeldt, qui détenait alors une grande part du pouvoir dans le royaume et avait parfaitement perçu les faiblesses du prince, à commencer par son incommensurable vanité, souhaitait le faire entrer au service de la France mais le choix finit par se porter sur l'armée impériale et dès l'automne 1646, Valdemar Christian rejoignit les troupes de l'un de ses principaux commandants, le comte Peter Melander de Holzappel, qui étaient engagées en Westphalie. Il y resta également l'année suivante, avec le titre de major-général. Sa situation financière était cependant des plus chaotique et Christian IV fut contraint de le renflouer, quand bien même il n'appréciait pas qu'il continuât à soutenir le parti de sa mère, Christine Munk, à l'instar des autres enfants de celle-ci. En 1646, il reçut le domaine de Saltø, dans le sud de l'île de Seeland, moyennant cession à la Couronne de ses propriétés jutlandaises, et en août 1647, le roi lui octroya une pension annuelle de 10 000 rixdales. La même année, le prince vendit Saltø à son beau-frère Corfitz Ulfeldt.

## Les espoirs déçus après la mort de Christian IV
Sur ces entrefaites survint un événement qui devait s'avérer déterminant pour Valdemar Christian : la mort de Christian IV, le 28 février 1648. Un moment, il sembla qu'avec ce décès, les espoirs les plus ambitieux lui étaient permis: en effet, il n'est pas invraisemblable qu'au sein du parti d'Ulfeldt, on ait songé à le pousser comme candidat au trône devenu vacant; on y estimait, à tout le moins, que les temps se prêtaient bien à pêcher en eaux troubles. Avant même que son père ne meure, Valdemar Christian avait projeté de se rendre à Copenhague. Il y vint effectivement le 5 mars. On rapporte qu'il fit sur la place même du palais une apparition fracassante, qui retint toute l'attention. Agissant de concert avec Ulfeldt, il exigea par ailleurs la suspension des trois théologiens qui, en 1646, avaient offensé Christine Munk et tous les siens en confirmant au roi que ses filles, ainsi qu'il le leur avait interdit, n'avaient pas à rendre visite à leur mère, accusée d'adultère. Valdemar Christian dut sûrement être de tous les efforts déployés pour faire reconnaître la légitimité du mariage morganatique que sa mère avait contracté avec le roi et assurer son avenir. Toutes ces intrigues n'aboutirent cependant pas à grand-chose. En tout et pour tout, le prince obtint des instructions d'Ulfeldt ordonnant à la maison de négoce Berns, de Hambourg, de lui liquider la rente annuelle de 10 000 rixdales qui lui avait été allouée.

## La disgrâce sous Frédéric III
À peine monté sur le trône danois, Frédéric III, demi-frère de Valdemar Christian, du premier lit de Christian IV, donna cependant un contre-ordre concernant le versement de cette pension et cessa par ailleurs de l'appeler comte de Schleswig-Holstein. Le coup fut rude pour le prince et, dans les temps qui suivirent, il consacra toute son énergie à tenter de récupérer ses ressources et son titre. Il était alors retourné en Allemagne et s'était établi à Cologne. Il put espérer un temps se tirer d'affaire grâce à l'empereur, au service duquel il était toujours engagé, puisqu'il était encore officiellement qualifié de « membre du conseil aulique et conseiller de guerre, feld-maréchal lieutenant, chambellan et colonel nommé ». L'intercession de l'empereur resta toutefois aussi infructueuse que ses propres démarches auprès de Frédéric III. Sa situation empira encore lorsqu'en 1651, la coterie de ses beaux-frères, les gendres de Christine Munk, Corfits Ulfeldt en tête, fut évincée du pouvoir au Danemark. En août de la même année, il est probable qu'il eut une entrevue avec Ulfeldt en Hollande et, qu'entre autres choses, il lui emprunta de l'argent.

## Au service de Charles de Lorraine
Immédiatement après, il entra toutefois au service du duc de Lorraine Charles IV, qui avait été dépossédé de ses terres et nourrissait les plans les plus audacieux pour recouvrer sa puissance et son influence perdues et jouer un rôle sur la scène politique européenne. Un mariage fut même projeté entre Christian Valdemar et une sœur de l'épouse morganatique du duc, lequel, au début de l'année 1652, dépêcha dès lors à Copenhague un envoyé qui avait notamment pour instruction de veiller à la cause du prince. Les résultats de cette démarche furent cependant d'autant plus maigres que les gouvernants danois considéraient avec appréhension ses rapports avec le duc de Lorraine, soupçonnant qu'ils dissimulaient des menées contre le royaume, fomentées par l'ensemble du parti d'Ulfeldt. Toutes les requêtes en faveur de Valdemar Christian se heurtèrent par conséquent à un refus catégorique.

## Les ultimes tentatives de retour au Danemark
Cette même année, Valdemar Christian proposa à la reine Christine de Suède, tout comme deux de ses beaux-frères, de se mettre à son service et effectua une brève visite en Suède mais ces efforts, à l'époque, restèrent tout aussi stériles. Il tenta alors de se renflouer en empruntant une tout autre voie. En 1654, par le truchement d'Hannibal Sehested, devenu son beau-frère en 1642, il approcha les frères de la reine Sophie-Amélie, de la famille des Brunswick-Lunebourg, pour qu'ils plaident sa cause à Copenhague. À cette occasion, il dut certainement accepter son lot d'humiliations, voire accomplir le geste tout à fait dégradant d'imputer à sa mère et à Ulfeldt l'entière responsabilité de sa conduite antérieure; il aurait été jusqu'à offrir de remettre à Frédéric III des lettres compromettantes pour eux. Il exigea par ailleurs que Christine Munk fût contrainte de régler sa succession avec ses enfants. Il restait cependant un point sur lequel il n'entendait pas céder, celui de renoncer à titre de comte de Schleswig-Holstein. Les négociations achoppèrent sur cette question. Tout ce qu'il gagna par ces manœuvres fut de se brouiller férocement avec sa mère, laquelle montrait certes à son égard beaucoup de haine et de brutalité, à voir la manière dont, dans sa correspondance, elle souhaite tout le mal possible à cette "ordure" d'"enfant gâté". Il n'en fut pas moins obligé, lorsque ses plans eurent échoué, de se réconcilier avec sa mère, dont il obtint effectivement quelque ressource.

## L'engagement dans l'armée suédoise et la mort en Pologne
Par la suite, Valdemar Christian adressa des offres de service à Charles X Gustave de Suède, qui lui confia un commandement en 1655. Lors de la Première guerre du Nord, il reçut une blessure mortelle durant un engagement et c'est à Lublin, le 29 février 1656, que le comte termina une existence mouvementée mais fort peu glorieuse. Les Polonais restituèrent sa dépouille aux Suédois.